# Katarin Quelennec
Katarin Quelennec (Dinéault, 28 de mayo de 1980) es una deportista francesa que compitió en natación.
Ganó dos medallas en el Campeonato Europeo de Natación, plata en 2004 y bronce en 2000, ambas en la prueba de 4 × 200 m libre.

## Palmarés internacional
| Campeonato Europeo | Campeonato Europeo   | Campeonato Europeo | Campeonato Europeo |
| Año                | Lugar                | Medalla            | Prueba             |
| ------------------ | -------------------- | ------------------ | ------------------ |
| 2000               | Helsinki (Finlandia) | Medalla de bronce  | 4 × 200 m libre    |
| 2004               | Madrid (España)      | Medalla de plata   | 4 × 200 m libre    |